# Струмяни (Малопольське воєводство)
Струмяни (пол. Strumiany) — село в Польщі, у гміні Величка Велицького повіту Малопольського воєводства.
Населення — 570 осіб (2011).

## Демографія
Демографічна структура станом на 31 березня 2011 року:
|          | Загалом | Допрацездатний вік | Працездатний вік | Постпрацездатний вік |
| -------- | ------- | ------------------ | ---------------- | -------------------- |
| Чоловіки | 281     | 71                 | 194              | 16                   |
| Жінки    | 289     | 65                 | 182              | 42                   |
| Разом    | 570     | 136                | 376              | 58                   |